# Han Ying
Han Ying (Chinees: 韓瑩; Shenyang, Liaoning, 29 april 1983) is een in China geboren, huidig Duits tafeltennisspeelster. Han is haar achternaam. Ze wordt beschouwd als een van de beste Europese tafeltennisspeelsters. Ze speelt rechtshandig. Haar beste positie in de ITTF-wereldranglijst voor tafeltennissers was plaats 7. Han is een defensieve speelster. Op het EK won ze samen met haar teamgenoten drie keer de gouden medaille.
In 2016 bereikte de Duitse het kwartfinale op de Olympische Spelen in het enkelspel, met haar landgenoten versloegen ze in de halve finale Japan. In het einde van dit toernooi won ze met haar team de zilveren medaille.
In oktober 2018 werd ze samen met Ruwen Filus Europees kampioen in het gemengde dubbelspel.

## Belangrijkste overwinningen
- Winnares Korea Open enkelspel, 2014
- Winnares Oostenrijk Open enkelspel, 2015
- Winnares Europese kampioenschappen landenteams, 2013, 2014 en 2015
- Zilver EK landenteams, 2017

Enkelspel:
- Bronzen medaille Europees kampioenschap, 2013
- Bronzen medaille Duitsland Open, 2013 en 2014
- Bronzen medaille Zweden Open, 2014
- Zilveren medaille Qatar Open, 2015
- Derde plaats Tsjechië Open, 2015
- Derde plaats Zweden Open, 2016
- Halve finale Japan Open, 2017

Dubbelspel:
- Halve finale Europees kampioenschap, 2015
- Kwartfinale Japan Open, 2017
- Ronde van de laatste 16 Duitsland Open, 2015
- Zilveren medaille Koeweit Open, 2015
- Bronzen medaille China Open, 2014